# Raión de Vayk
El raión de Ijevan es uno de los dos raiones que forman la provincia armenia de Vayots Dzor. Se encuentra al sur de la provincia, con una población a fecha de 12 de octubre de 2011 de 18 329 habitantes.
Está formado por las siguientes localidades:
- Akhta 1
- Arin 309
- Artavan 321
- Azatek 603
- Bardzruni 361
- Gndevaz 829
- Gomk 138
- Herher 706
- Jermuk 4628
- Kapuyt 23
- Karmrashen 252
- Kechut 944
- Khndzorut 500
- Martiros 601
- Nor Aznaberd 126
- Por 134
- Saravan 245
- Sers 189
- Ughedzor 21
- Vayk 5877
- Zaritap 1380
- Zedea 141[1]